# Direktorium (Böhmen)
Das nach dem Prager Fenstersturz von den oppositionellen protestantischen Ständen installierte Direktorium war vom Mai 1618 bis zum Abschluss der böhmischen Konföderation im darauffolgenden Jahr die provisorische Regierung des Königreichs Böhmen. Es stellte eines der ersten Direktorialsysteme in der modernen Politik dar.
Unmittelbar nach dem Fenstersturz wurde der Rat der Defensoren in ein Direktorium umgewandelt. Diese dreißigköpfige Ständeregierung mobilisierte die böhmischen Truppen und bereitete eine „Apologie“ vor, mit der das Vorgehen der Aufständischen vor der europäischen Öffentlichkeit gerechtfertigt werden sollte. Das Direktorium schob die Schuld an den Geschehnissen in Prag den königlichen Statthaltern zu: Sie hätten die durch den Majestätsbrief Kaiser Rudolfs II. zugesagten konfessionellen Freiheiten verletzt. Einen Monat nach Aufnahme der Tätigkeit wählte die neue Ständeregierung Wenzel Wilhelm von Roupov zu ihrem Führer, konnte sich aber nicht entschließen, die bisherigen königlichen Landesämter und die Statthalterei aufzulösen.
Gleich nach der Gründung des Direktoriums wurde Heinrich Matthias von Thurn zum Oberbefehlshaber des Ständeheeres ernannt. Aber schon bald nahm das Direktorium Verhandlungen mit Georg Friedrich von Hohenlohe wegen einer Beteiligung an der Heeresführung auf. In Anbetracht der Zweifel an Thurns Führungsqualitäten verlangte von Hohenlohe den Oberbefehl über das Ständeheer. Das Direktorium fällte keine Entscheidung und so kam es, dass sich, als im Sommer die ersten ernstzunehmenden Kampfhandlungen begannen, von Hohenlohe und von Thurn den Oberbefehl teilten und einen Wechsel im Zweimonats-Rhythmus vereinbarten.
Auch in der Innenpolitik agierte das Direktorium unentschlossen und improvisierte ohne Plan von Tag zu Tag. Es gelang noch nicht einmal, die mährischen Protestanten auf die Seite der Aufständischen zu ziehen. Auch die anderen böhmischen Kronländer versagten dem Prager Direktorium zunächst die Anerkennung. Insbesondere die Lausitzen waren nicht zu kriegerischen Handlungen gegen den Kaiser bereit.

## Zusammensetzung des Direktoriums
Das Direktorium ging aus den Protektoren des Protestantismus in Böhmen hervor und teilte sich in verschiedene Gruppierungen. Die bedeutendsten Trennlinie verlief zwischen denjenigen, die die Unabhängigkeit vom Kaiser aus religionspolitischen Gründen forderten und der nationalistische Fraktion, die mehr Eigenständigkeit für Böhmen anstrebte. Bekannte Mitglieder waren:
| Name                                                | Stand                 | Bemerkungen                                                           | Weiteres Schicksal                                                   |
| --------------------------------------------------- | --------------------- | --------------------------------------------------------------------- | -------------------------------------------------------------------- |
| Wenzel Wilhelm von Roupov (Führer des Direktoriums) | Herrenstand           |                                                                       | floh 1620                                                            |
| Graf Joachim Andreas von Schlick                    | Herrenstand           |                                                                       | hingerichtet 1620 nach der Schlacht am Weißen Berg                   |
| Václav Budovec z Budova                             | Herrenstand           |                                                                       | hingerichtet 1620 nach der Schlacht am Weißen Berg                   |
| Wilhelm Popel von Lobkowitz                         | Herrenstand           |                                                                       | Todesurteil nicht vollstreckt                                        |
| Paul von Říčan                                      | Herrenstand           |                                                                       | Todesurteil nicht vollstreckt                                        |
| Albrecht Jan Smiřický von Smiřice                   | Herrenstand           |                                                                       | starb 1618 an einer Lungenentzündung                                 |
| Zdenek von Waldstein auf Pirnitz                    | Herrenstand           | Kämmerer des Winterkönigs, evtl. Nachfolger von Albrecht Jan Smiřický | 1620 erst zum Tode verurteilt, später zu lebenslanger Haft begnadigt |
| Bohuchwal Berka von Duba                            | Herrenstand           |                                                                       | floh 1620                                                            |
| Graf Johann Albin von Schlick                       | Herrenstand           |                                                                       | floh 1620                                                            |
| Wilhelm Kinsky von Wchinitz und Tettau              | Herrenstand           | wurde später durch seinen Bruder Racek ersetzt                        | wurde 1620 nicht verfolgt                                            |
| Peter III. von Schwanberg                           | Herrenstand           |                                                                       | starb im Mai 1620                                                    |
| Kaspar Cappleri de Sulewicz                         | Ritter                |                                                                       | hingerichtet 1620 nach der Schlacht am Weißen Berg                   |
| Prokop Dwořecký von Olbramowitz                     | Ritter                |                                                                       | hingerichtet 1620 nach der Schlacht am Weißen Berg                   |
| Friedrich von Bila                                  | Ritter                |                                                                       | hingerichtet 1620 nach der Schlacht am Weißen Berg                   |
| Heinrich Otto von Loß                               | Ritter                |                                                                       | hingerichtet 1620 nach der Schlacht am Weißen Berg                   |
| Humprecht Czernin von Chudenitz                     | Ritter                |                                                                       | begnadigt                                                            |
| Peter Milner von Milhaus                            | Ritter                |                                                                       |                                                                      |
| Wenceslas Felix Pětipeský von Chyše und Egerberk    | Ritter                |                                                                       |                                                                      |
| Ulrich Gersdorf                                     | Ritter                |                                                                       |                                                                      |
| Christoph Vitzthum                                  | Ritter                |                                                                       |                                                                      |
| Albrecht Pfefferkorn von Ottenbach                  | Ritter                |                                                                       |                                                                      |
| Martin Fruwein                                      | Bürger, später Ritter | Altstadt, Hofrichter der königlichen Städte                           | Suizid nach Gefangennahme 1620                                       |
| Theodor Sixt von Ottesdorf                          | Bürger                | Altstadt                                                              |                                                                      |
| Daniel Skreta                                       | Bürger                | Altstadt                                                              |                                                                      |
| Johann Oršinovský                                   | Bürger                | Altstadt                                                              |                                                                      |
| Valentin Kochan von Prachow (z Prachové)            | Bürger                | Neustadt                                                              | hingerichtet 1620 nach der Schlacht am Weißen Berg                   |
| Tobias Šteffek                                      | Bürger                | Neustadt                                                              | hingerichtet 1620 nach der Schlacht am Weißen Berg                   |
| Wenzel Pisecký                                      | Bürger                | Neustadt                                                              |                                                                      |
| Christoph Kober                                     | Bürger                | Kleinseite                                                            | hingerichtet 1620 nach der Schlacht am Weißen Berg                   |
| Johann Schultys                                     | Bürger                | Bürgermeister von Kutná Hora                                          | hingerichtet 1620 nach der Schlacht am Weißen Berg                   |
| Maximilian Hošťálek von Javořice                    | Bürger                | Bürgermeister von Saaz                                                | hingerichtet 1620 nach der Schlacht am Weißen Berg                   |
| Benjamin Fruwein                                    | Bürger                | Sekretär des Direktoriums                                             |                                                                      |

## Weiteres Umfeld
Nicht direkt im Direktorium selbst beteiligt gab es Unterstützer in verschiedensten Ämtern:
| Name                                                 | Stand       | Funktion                                      | Weiteres Schicksal                                    |
| ---------------------------------------------------- | ----------- | --------------------------------------------- | ----------------------------------------------------- |
| Heinrich Matthias von Thurn                          | Herrenstand | Erster Heerführer                             | Diplomat und Feldherr im Dreißigjährigen Krieg        |
| Georg Friedrich von Hohenlohe-Neuenstein-Weikersheim | Herrenstand | Zweiter Heerführer                            | begnadigt                                             |
| Leonhard Colonna von Fels                            | Herrenstand | Dritter Heerführer                            | 1620 tödlich verletzt in einem Gefecht bei Sitzendorf |
| Christoph Harant von Polschitz und Weseritz          | Herrenstand | Geheimer Rat, Präsident der Böhmischen Kammer | hingerichtet 1620 nach der Schlacht am Weißen Berg    |
| Georg Talmberg von Wlaschim                          | Herrenstand | Höchster Richter, Höchster Kämmerer           | hingerichtet 1620 nach der Schlacht am Weißen Berg    |
| Diwisch Czernin von Chudenitz                        | Ritter      | Hauptmann der Prager Burg                     | hingerichtet 1620 nach der Schlacht am Weißen Berg    |
| Jan Jessenius                                        | Bürger      | Rektor der Karls-Universität Prag             | hingerichtet 1620 nach der Schlacht am Weißen Berg    |
| Andreas Kocour                                       | Bürger      | Rat auf der Prager Vorstadt                   | hingerichtet 1620 nach der Schlacht am Weißen Berg    |
| Johann Kutnauer                                      | Bürger      | Prager Ratsherr                               | hingerichtet 1620 nach der Schlacht am Weißen Berg    |
| Simon Sušický                                        | Bürger      | Prager Ratsherr                               | hingerichtet 1620 nach der Schlacht am Weißen Berg    |
| Nathanael Wodňanský                                  | Bürger      | Prager Ratsherr                               | hingerichtet 1620 nach der Schlacht am Weißen Berg    |